# 위쳐: 블러드 오리진
《위쳐: 블러드 오리진》(영어: The Witcher: Blood Origin)은 넷플릭스에서 2022년 12월 공개된 미국의 판타지 드라마이다. 넷플릭스 드라마 《위쳐》의 프리퀄 작품이다.

## 같이 보기
- 위쳐
- 위쳐 (드라마)